# Lei do Terço

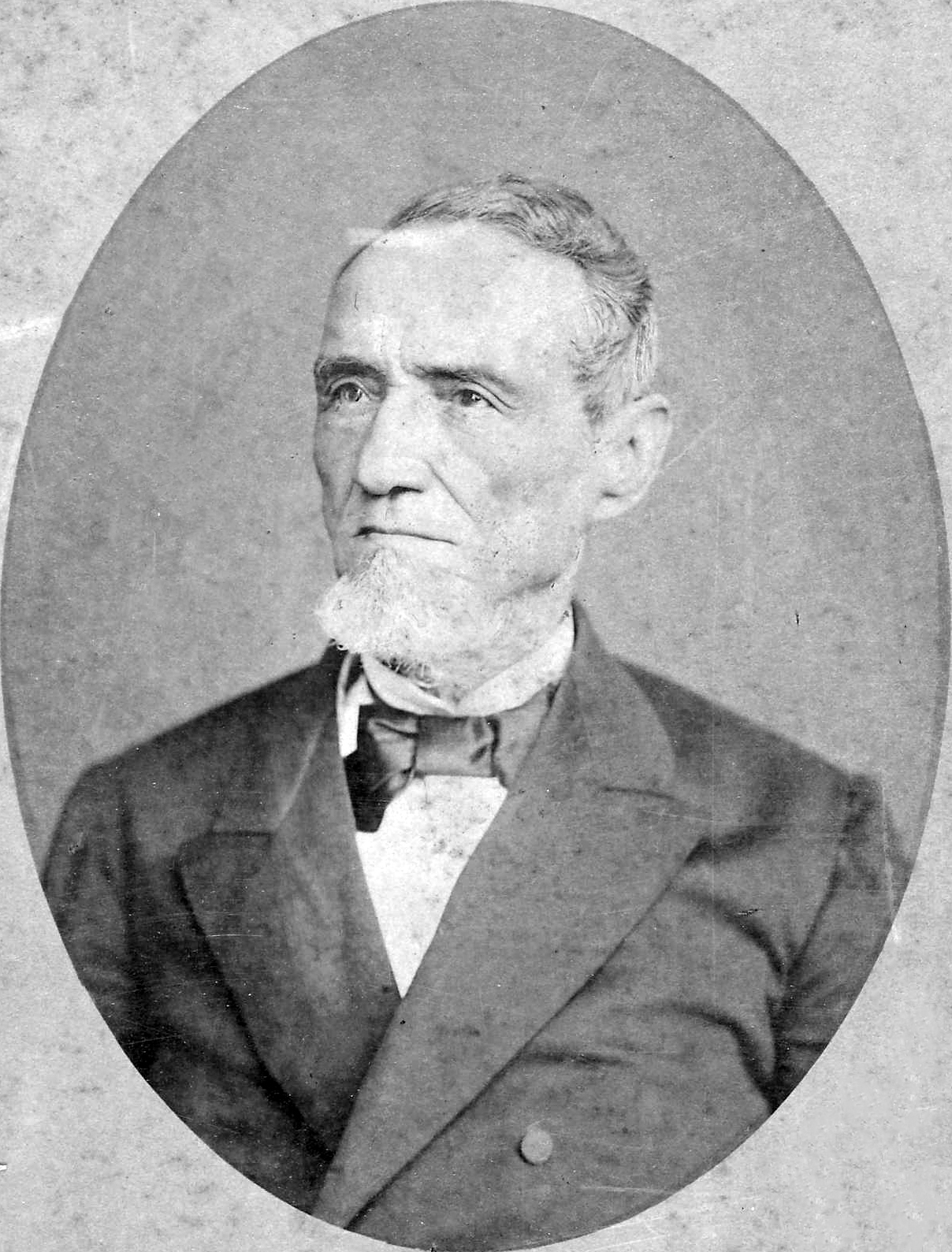
José Bento da Cunha Figueiredo, principal arquiteto da Lei do Terço.

A Lei do Terço foi uma reforma eleitoral realizada no Império do Brasil e estabelecida pelo Decreto nº. 2.675 de 20 de outubro de 1875, instituindo a votação em apenas dois terços dos candidatos disponíveis, reservando um terço dos assentos parlamentares ao partido na oposição, buscando, assim, o fim das câmaras e assembleias unânimes ou unipartidárias, recorrentes em boa parte da tradição política do Império.

## Contexto
Em 1873, durante o governo do Visconde do Rio Branco, iniciou-se um debate a respeito da necessidade de se reformar o sistema eleitoral do Brasil, demanda histórica do Partido Liberal e até mesmo de membros dissidentes do Partido Conservador. A pouca representação política da oposição, resultante de câmaras dominadas pelo partido governista da ocasião, somada às fraudes sistemáticas e generalizadas do processo eleitoral, levaram o deputado Correia de Oliveira a apresentar um projeto de lei instituindo a chamada "votação limitada", em que o eleitor só poderia votar em uma porcentagem específica (dois terços) dos assentos parlamentares disponíveis em sua zona eleitoral, reservando a parte restante (um terço) à oposição.
Os debates a respeito da reforma, que substituiria a Lei dos Círculos de 1860, se iniciaram em 1874, estendendo-se até o ano seguinte, sendo aprovada sob a gestão do terceiro Gabinete Caxias, aos cuidados de José Bento da Cunha Figueiredo, senador e então ministro dos Negócios do Império.

## Reforma

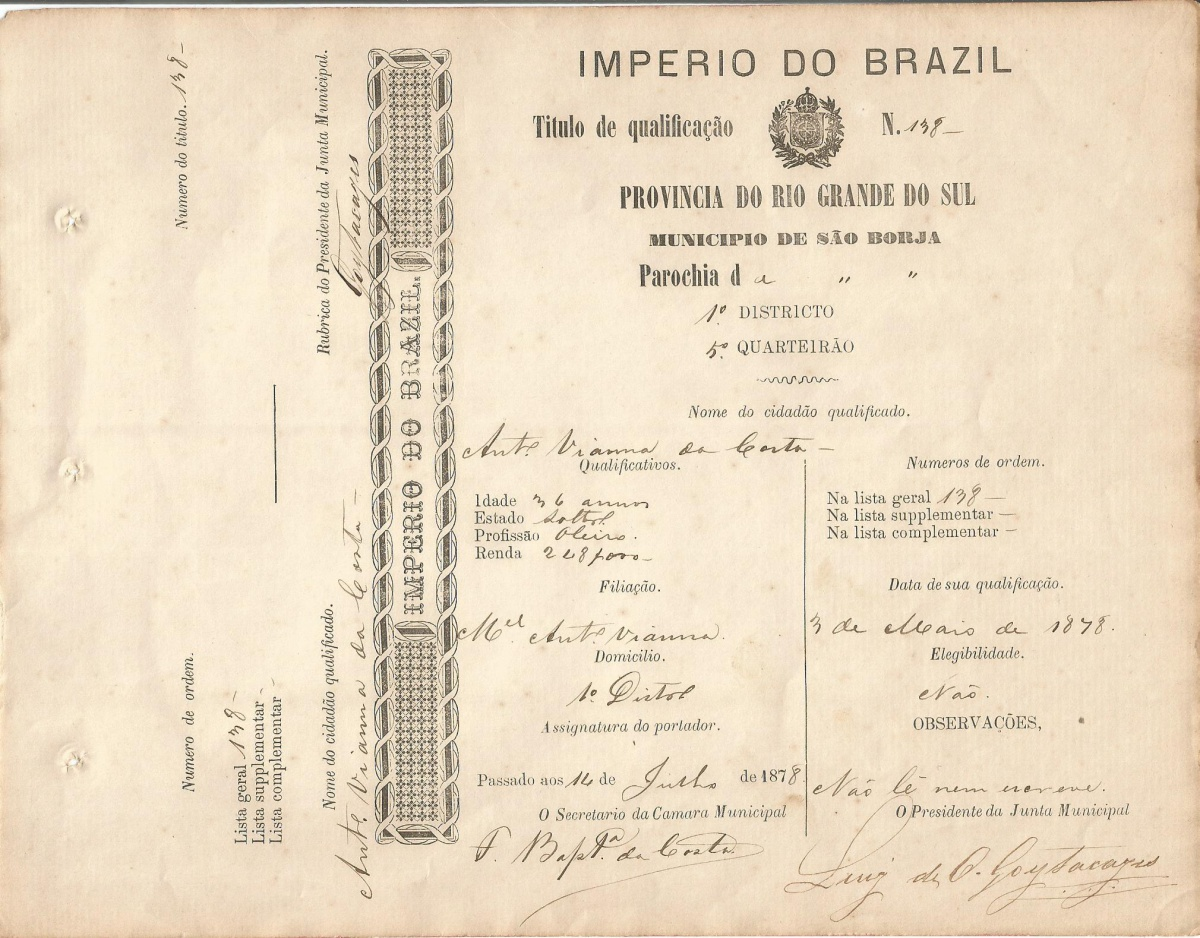
Título de Qualificação da Província do Rio Grande do Sul (1878).

Segundo o Decreto nº. 2.675, em seu Artigo 123:
Para Deputados á Assembléa Geral, cujo numero continúa a ser o que se acha actualmente fixado para cada Provincia, emquanto não fôr alterado por lei especial, e para Membros das Assembléas Legislativas Provinciaes, cujo numero tambem continúa a ser o actualmente estabelecido para cada Provincia, votará o eleitor em tantos nomes quantos corresponderem aos dous terços do numero total dos Deputados ou dos Membros da Assembléa Provincial que a Provincia dér.
Dessa maneira, a reforma estabelecia um sistema de voto "limitado" ou "incompleto", garantindo uma terça parte dos assentos parlamentares ao partido derrotado nas eleições, possibilitando uma representação mínima das facções rivais do Império.
A reforma, ainda, foi responsável pelas seguintes medidas:
- Extinção do voto distrital;
- Exigência de comprovação da renda mínima exigida;
- Declaração de incompatibilidade entre funcionários públicos e sua atuação em seus domicílios eleitorais;
- Fortalecimento dos juízes de direito como autoridades eleitorais;
- Instituição do "Título de Qualificação", antecessor do Título de Eleitor.

## Resultados

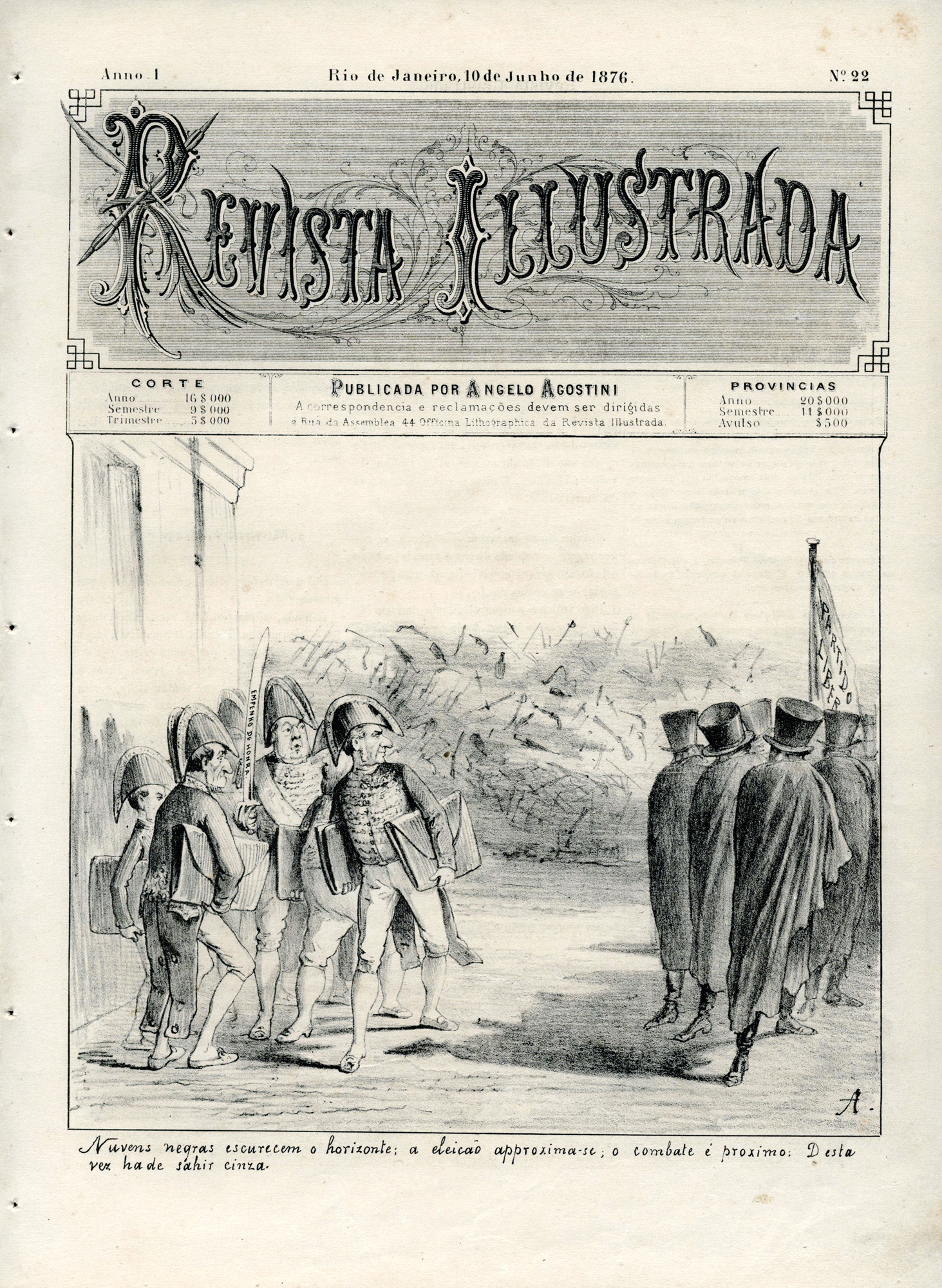
Charge representando a violência e as fraudes nas eleições brasileiras de 1876 (Revista Illustrada, nº 22, 1876).

Segundo os versos satíricos de um votante anônimo em agosto de 1878:
Essa lei fatal do Terço
Bem lida de cabo a rabo
É uma faca de dois gumes
Uma reforma do Diabo!
Quem fere será ferido
Quem está nu vai-se vestir;
Fica escarrado no rosto
Quem para os ares cuspir
Rezai terços e coroas
Rezai rosários também
Mas, isto, em casa e de noite
Que vos fará muito bem.
O terço com que contáveis
Dizer-vol-o agora vou
Ide havê-lo em outra parte
Na Boa Vista! - Gorou.
Em um contexto de crise do Império do Brasil, a Lei do Terço foi desacreditada desde o início de sua elaboração, particularmente por excluir a possibilidade do voto direto, demanda dos liberais e da crescente classe média, porém, rechaçada pelo Imperador e pela maior parte dos conservadores, sendo considerada uma medida radical e que deveria ser encarada como matéria constitucional.
Logo após sua aprovação, a reforma não promoveu de forma completa seu principal objetivo: na 16º legislatura, sob um governo conservador, foram eleitos somente 16 liberais, ao contrário dos cerca de 40 deputados previstos para esse partido. Em algumas províncias, como a de Pernambuco, o resultado foi ainda mais frustrante, não contando com nenhum deputado de oposição eleito. Além disso, as denúncias de fraudes e violência generalizadas continuaram comuns.
O debate a respeito da necessidade de se reformar o sistema eleitoral continuou e a Lei do Terço foi posteriormente substituída pela Lei Saraiva de 1881.